# Cornellà de Llobregat
Cornellà de Llobregat település Spanyolországban, Barcelona tartományban. Lakosainak száma 91 589 fő (2024). Cornellà de Llobregat L’Hospitalet de Llobregat, El Prat de Llobregat, Esplugues de Llobregat, Sant Boi de Llobregat és Sant Joan Despí községekkel határos.

## Népesség
A település népessége az elmúlt években az alábbi módon változott:
| Lakosok száma | 189  | 1867 | 8757 | 24 714 | 86 467 | 83 327 | 86 519 | 86 234 | 88 592 | 91 589 |
|               | 1717 | 1887 | 1936 | 1960   | 1986   | 2004   | 2009   | 2014   | 2019   | 2024   |

## Sport
Itt található az Espanyol stadionja, az Estadi Cornellà-El Prat.

## Testvértelepülések
- Jinotega
- Mariel